# Teemu Mäntysaari
Teemu Mäntysaari (Tampere, 7 de janeiro de 1987) é um guitarrista finlandês que tocava na banda Wintersun e também teve participação na Imperanon. Em 2023, substituiu Kiko Loureiro no Megadeth temporariamente na "Crush the World" tour, por conta de questões pessoais.

## Biografia
Teemu nasceu em Tampere, na Finlândia. Seu principal interesse quando criança era esportes. Ele jogava futebol, hóquei no gelo e floorball em times locais. Começou a tocar violão aos 12 anos e pouco depois foi apresentado à guitarra elétrica. Sua primeira guitarra foi uma Ibanez RG320 usada, que ele costumava tocar em um antigo sistema de rádio antes de conseguir comprar um amplificador próprio de guitarra.
Em 2004, aos 17 anos, ele tomou a decisão de deixar sua pequena vila para trás e se mudar para a capital finlandesa, Helsinque, para ganhar mais experiência e contatos no mundo da música. Ele se juntou à Escola Secundária Superior Sibelius-Iukio, uma instituição especializada em música, além dos estudos acadêmicos regulares.

## Carreira

### Wintersun e outros trabalhos
No mesmo ano que se mudou para a capital, ele se juntou à banda Wintersun e fez turnê com eles desde então. Ele também tocou para o Imperanon até a separação em 2007. Ele escreveu muitas músicas inéditas com o Imperanon.
Quando o Wintersun fez pausas nas turnês para trabalhar no lançamento seguinte de seu primeiro álbum, Teemu se interessou mais em ensinar violão e logo construiu uma lista de aspirantes a alunos particulares.
Em 2015, enquanto ainda se apresentava e fazia turnês com Wintersun, Teemu foi cofundador de uma banda cover de rock/metal chamada Run For Cover. A banda logo começou a escrever suas próprias músicas e evoluiu para Smackbound, lançando os álbuns 20/20 (2020) e Hostage (2023).

### Megadeth
Em 5 de setembro de 2023, Mäntysaari assumiu como guitarrista principal na turnê norte-americana do Megadeth, enquanto o guitarrista regular Kiko Loureiro cuidava de assuntos familiares não revelados. Ele foi nomeado por recomendação de Loureiro.
Em 21 de novembro de 2023, o líder da banda Megadeth, Dave Mustaine, divulgou uma declaração oficial, anunciando que a banda "irá seguir em frente com Teemu Mäntysaari como guitarrista do Megadeth", enquanto Loureiro permanece em um hiato por tempo indeterminado. Isso se tornou permanente quando Loureiro anunciou sua saída do Megadeth no final daquele mês.
Mustaine sempre elogiou Mäntysaari, considerando-o um "cientista louco" na guitarra e também dizendo que ele é um "talento incrível":
| “ | Deus, ele é um talento incrível! E no que diz respeito a ser humano, ele é um cara muito humilde. É divertido estar perto dele porque ele é meio inocente. Ele torna as coisas muito divertidas, visto que ele deixou de estar em uma banda que era bem conhecida para estar no Megadeth. Portanto, tudo é muito novo para ele nesse nível. E para nós, nós meio que nos divertimos, porque às vezes esquecemos onde estamos, então vem uma pessoa e nos joga a real. Isso nos deixa muito felizes e nos lembra das coisas boas que temos. | ” |

O guitarrista, numa entrevista em junho de 2024, disse que Jeff Young e Chris Poland eram os ex-guitarristas do Megadeth mais difíceis de tentar emular.

## Discografia

### Imperanon
- Demo 2006 (2006)

### Wintersun
- Time I (2012)
- The Forest Seasons (2017)

### Smackbound
- 20/20 (2020)
- Hostage (2023)